# إسلام آباد (إقليد)
إسلام أباد (بالفارسية: اسلام‌آباد) هي قرية تقع في Hasanabad District في إيران. يقدر عدد سكانها بـ 338 نسمة .